# Mariya Kichasova-Skoryk
Mariya Kichasova-Skoryk –en ucraniano, Марія Кічасова– (Poltava, 20 de julio de 1993) es una deportista ucraniana que compite en piragüismo en la modalidad de aguas tranquilas. Ganó una medalla de bronce en el Campeonato Mundial de Piragüismo de 2018 y tres medallas en el Campeonato Europeo de Piragüismo, en los años 2015 y 2017.

## Palmarés internacional
| Campeonato Mundial | Campeonato Mundial          | Campeonato Mundial | Campeonato Mundial |
| Año                | Lugar                       | Medalla            | Competición        |
| ------------------ | --------------------------- | ------------------ | ------------------ |
| 2018               | Montemor-o-Velho (Portugal) | Medalla de bronce  | K2 200 m           |
| Campeonato Europeo |                             |                    |                    |
| Año                | Lugar                       | Medalla            | Competición        |
| 2015               | Račice (República Checa)    | Medalla de plata   | K4 500 m           |
| 2017               | Plovdiv (Bulgaria)          | Medalla de oro     | K2 200 m           |
| 2017               | Plovdiv (Bulgaria)          | Medalla de bronce  | K4 500 m           |